# L'Ami Giono: Le déserteur
Pour plus de détails, voir Fiche technique et Distribution.
L'Ami Giono: Le déserteur est un téléfilm français réalisé par Gérard Mordillat, diffusé pour la première fois en 1990.

## Synopsis
Ce téléfilm est adapté du roman de Jean Giono de 1966.

## Fiche technique
- Titre : L'Ami Giono: Le déserteur
- Réalisation : Gérard Mordillat
- Scénario : Gérard Mordillat d'après Jean Giono
- Photographie : François Catonné
- Musique : Jean-Claude Petit
- Pays d'origine : France
- Date de première diffusion : 1990

## Distribution
- Jean-Claude Adelin : Alex
- Jean-Pierre Bisson : Edmond
- Christine Pascal : Marie-Jeanne
- Danièle Delorme : La mère d'Alex
- Claude Duneton : Le garçon de café
- Françoise Michaud : La jeune femme du train